# Viña Rugby Club (1996)
El Viña Rugby Club, anteriormente conocido como Viña Old Boys & Girls y más conocido simplemente como Viña, es un club de rugby de la ciudad de Viña del Mar (Chile). Fue fundado el 18 de abril de 1996 como Viña Rugby Club, y el 28 de diciembre de 2019 se concretó la fusión con el colegio Saint Peter. El 31 de octubre de 2023, y tras 4 años de alianza, colegio y club se separan, volviendo a retomar el nombre de Viña Rugby Club. Desde 2010 a 2020 militó en la primera división nacional, hoy la sección masculina participa en la Asociación Regional de Rugby Valparaíso y en la  Cuarta División Nacional y la rama femenina en el Torneo Central de Clubes, el campeonato más prestigioso a nivel nacional. Tuvo a Pablo Mallimo como principal valedor de su creación. 
A lo largo de su historia, el club ha incursionado en distintas disciplinas deportivas, no obstante, su actividad principal a nivel profesional ha sido el rugby desde que se incorporase a la Asociación de Rugby de Santiago a principios de los 2000.
La institución puede ostentar en su palmarés de poseer 1 título nacional en su rama masculina, y 3 nacionales en la sección femenina. Además cabe mencionar que a nivel de la Región de Valparaíso, el club obtuvo 4 títulos regionales, siendo así el tercero de mejor rendimiento en la región tras Old Macks y Sporting.
Actualmente hace de local en el Fundo Club Colmito de  Concon, aunque a lo largo de su historia ha sido anfitrión en el Club House de Mantagua, La Isla y La BASF, ambas ubicadas en Concon. 

## Historia

### La Escuelita, un nacimiento exitoso (1996 -1997)
Pablo Mallimo, entrenador Argentino, fue quien fundó el hoy Viña Rugby Club, que en un comienzo se conoció como “Escuela de Rugby de Viña del Mar” de ahí uno de sus apodos "La Escuelita", luego la institución vendría a conocerse como Viña del Mar RC para llegar al nombre actual y más conocido que es el Viña Rugby Club.
En el periodo de “La Escuelita” donde se entrenaba en un terreno aledaño a la cancha principal del Sporting RC, el número de jugadores creció, permitiendo la conformación y como era la intención, de solo categorías menores, estos niños provenían de todos lados de la región de Valparaíso (Viña del Mar, Quillota, Casablanca, Quilpué, Villa Alemana y Valparaíso) de instituciones donde el rugby era un deporte desconocido y considerado propio de colegios británicos.
Con el tiempo se logró la instalación de los palos y habilitar camarines.
Para ese periodo se obtuvieron logros como el hecho de poder realizar giras, a Sudáfrica (1997) y Paraguay (1997)

### Mantagua
La mejor temporada histórica del club, se remonta al año 2011, donde el equipo de la ciudad jardín se coronó como el mejor del país. En una temporada llena de hazañas, los tricolores se alzaron a final de año como los mejores de Chile. Tras vencer a Old John's en la final por 12-13, lograron coronarse. Aquel año fue ha sido por lejos el mejor del club, ya que los puso en la cima del rugby nacional como regional.
La llegada del club a Mantagua trajo consigo grandes éxitos para la rama femenina del club. Ya que de la mano de seleccionadas nacionales, se coronó campeón del torneo nacional el año 2011.

### Crisis Económica e Interna
Justo cuando el club no podía estar mejor en lo que a infraestructura se refiere vino la crisis y posterior abandono de los terrenos en Mantagua.
A finales de este periodo el club contaba con: 2 canchas para adultos, 1 cancha menores, 1 piscina, 6 camarines para equipos, 1 camarín para árbitros, club house (comedor, barra, cocina y baños), zonas para asado y se proyectaba la construcción de un quincho de terceros tiempos y la esperada instalación de torres de iluminación para entrenamientos nocturnos.
La falta de dirigentes del club para gestionar labores, el aumento en la plusvalía en los terrenos de Mantagua por el movimiento de la ciudad, mas el cambio de dueño de los terrenos y la renegociación del nuevo comodato, terminaron con ese glorioso periodo, el cual fue la base para muchos jugadores y amigos que siguen hasta hoy.

### La crisis
A finales de 2019 y comienzos de 2020 el equipo tuvo una de las peores campañas de su historia. Tras terminar último en la segunda categoría del rugby nacional y perder el comodato que le asignaba el predio de Mantagua; los dirigentes comienzan a buscar opciones para mantener vivo el club. Salirse de la liga nacional e integrarse a la liga regional, fue una de las últimas medidas que se tomó. De esta forma se pretendía que el club volviera a sentar bases para crecer poco a poco, y volver en un futuro cercano a la competencia nacional.
Reuniones con diferentes clubes de la zona con el objetivo de alcanzar un futuro más promisorio gatillaron en la fusión del club, con el colegio Saint Peter. De esta forma además de los jugadores que ya pertenecían al club, se incluyeron los alumnos del establecimiento. La firma de los nuevos estatutos se desarrolló el día lunes 23 de diciembre de 2019 en las dependencias del Saint Peter’s School ubicadas en Avenida Libertad en Viña del Mar donde asistieron miembros de ambas instituciones. De esta forma, el club en 2020 cambió su clásico escudo: incorporando la cruz de malta del colegio y suprimiendo el cóndor del sector rojo, además pasó de llamarse Viña Rugby Club a Viña Old Boys and Girls.
A fines de octubre de 2023, el club termina el vínculo establecido 4 años antes con el colegio Saint Peter's y vuelve a su denominación original como Viña Rugby Club.

### Actualidad
Actualmente el club se volvió a incorporar a los torneos ARUSA, partiendo desde abajo en busca de la senda que lo devuelva al lugar que le corresponde. Siendo campeón de la quinta categoría nacional el 2023, hoy participa en la cuarta categoría nacional. Además cabe destacar que el mismo 2023 sumó una cuarta estrella a su palmarés regional, ganando la primera división de la ARRV.

## Terreno de Juego
Gran parte de su historia el Viña hizo de local en un complejo situado cerca de Mantagua, luego de eso se movió al Parque Ecológico Las Isla en Concon, este fue el complejo deportivo que poseía el club hasta el año 2019. Los problemas económicos y administrativos, llevaron al Viña a buscar diferentes canchas a lo largo de la ciudad. Actualmente el club posee su localía en el Fundo Colmito de Con Con, a un costado de Embonor Coca Cola.

## Selección Chilena
El club data con una larga tradición de seleccionados chilenos tanto en sus divisiones masculinas como femeninas. A través de los años ha contado con cerca de 50 Cóndores masculinos, mientras que suma cerca de 15 Cóndores femeninas. Actualmente el club tiene el orgullo de ser representado en el Mundial de Francia 2023 por Franco Velarde, mientras que puede ostentar de contar con 3 representantes en los Juegos Panamericanos Santiago 2023 en Seven femenino, como son Gissel Castañeda, Catalina Villarroel y Daniela Rojas.
| Cóndores Masculinos - Jaime Hernández - Maximiliano Aparicio - Rodrigo Carreño - Desio Andreani - Fabio Moreno - Aldo Cornejo - Patricio Valladares - Roberto Oyarzún - Rolando Pellerano - Germán Herrera - Thomas Dahmen - Felipe Díaz - Juan Pablo Metuaze* - Pedro Verschae - Martías Verschae - Martín Verschae - Lucas Bordigoni - Franco Velarde | Cóndores Femeninos - Katherine Finschi - Vinka Zoro - Piera Colombo - Daniela Rojas - Gissel Castañeda - Catalina Villarroel |

Listas incompletas
-*También representó a la Selección Palestina de Rugby

## Uniforme
| 2007 | 2007 | 2011 | 2016 | 2017 | 2018 (FEM) | 2018 | 2019 | 2020-presente |

## Títulos
| Año  | Título                      |
| ---- | --------------------------- |
| 2010 | ARRV Apertura 2010          |
| 2011 | ARRV Apertura 2011          |
| 2011 | Liga de Rugby de Chile 2011 |
| 2012 | ARRV Clausura 2012          |
| 2012 | 7s de Los Andes             |
| 2017 | 7s Final ADO 2015           |
| 2023 | ARRV Único 2023             |
| 2023 | 5° División Nacional        |

| Año  | Título                                    |
| ---- | ----------------------------------------- |
| 2013 | TNC femenino 2013                         |
| 2017 | TNC femenino 2017                         |
| 2017 | TNC femenino 2019                         |
| 2019 | Torneo Nacional Femenino Zona Centro 2019 |
| 2019 | Torneo Regional Femenino 2021             |
| 2021 | TNC femenino 2021                         |
| 2021 | TNC femenino 2024                         |

### Gráfico de la evolución histórica
El club ha jugado gran parte de su historia en los torneos nacionales de mayor jerarquía organizados por ARUSA. Principalmente en la Primera División Nacional, no obstante, tras la crisis institucional y en paralelo la venida de la pandemia, el VRC jugó durante 3 años exclusivamente el torneo Regional organizado por ARRV. Cabe destacar que la mayor parte de su historia jugó en paralelo el torneo nacional (ARUSA) y el regional (ARRV)
- Primera División Nacional = Considera participación en la primera división nacional, también denominada Campeonato Central de Chile, Torneo ADO, Top 14 y Top 8, organizada por Arusa.
- Segunda División Nacional = Considera participación en Súper 8, organizada por Arusa.
- Cuarta Nacional es la cuarta categoría nacional organizada por Arusa.
- Quinta Interregional es la quinta categoría nacional organizada por Arusa.
- Liga de Rugby de Chile refiere a la competencia nacional paralela producto de las diferencias generadas entre ARUSA y los clubes provinciales.
- ARRV. Habitualmente, además del torneo nacional se juega en paralelo el torneo ARRV, que representa es el torneo regional.

## Head Coaches
A continuación se presentan los técnicos que ha tenido el club a lo largo de su trayectoria. La lista se encuentra incompleta. 
- Pablo Mallimo (1996-2007)
- Ricardo Cortés (2008-2013)
- Patricio Desmond (2015)
- Aldo Cornejo Surján y  Patricio Valladares (2016)
- Gonzalo Carballo (2017-2018)
- Gustavo Vega (2019)
- Rodrigo Tapia (2020-2021)
- Thomas Dahmen (2021-2022)
- Patricio Desmond (2023-2025)
- Pablo Castellón (2025-presente)

## Himno
El Club no posee un himno pero si tiene varias canciones, las más representativa es esta.

Y esos quienes son... pregunta la gente,
Y esos quienes son... pregunta la gente.
Y otros más prudentes preguntan donde van,
Y otros más prudentes preguntan donde van.
Somos los del Viña óiganlo bien,
Somos los del Viña óiganlo bien.
Venimos a jugar y a ganar también,
Venimos a jugar y a ganar también.
1, 2, 3 VIÑA!!!
1, 2, 3 VIÑA!!!
1, 2, 3 VIÑA!!!

## Giras
A lo largo de su historia el Viña Rugby Club ha viajado a muchos lugares del mundo jugando con gran cantidad de clubes y haciendo muchos amigos en todos estos años, estos son los países que el VRC ha visitado en su historia.
 Johannesburgo 1997

 Paraguay 1997

 Argentina 1998

 Francia 1999

 Italia 1999

 Inglaterra 1999

 Gales 1999

 Argentina 2001

 Argentina 2002

 Argentina 2003

 Argentina 2004

 Mendoza, Argentina 2023